# بنو راسب
راسب هي إحدى قبائل من أزد شنوءة.

## النسب
راسب بن مالك بن ميدعان بن مالك بن نصر بن الأزد.

## القبيلة المعاصرة
كانت قبيلة راسب تسكن الحجاز قديمًا، هاجر كثير منهم -مع أبناء عمومتهم من ميدعان بن مالك- إلى عمان وإبان الفتوحات الإسلامية إلى العراق والشام وباقي الأمصار الإسلامية؛ فاندثرت اخبارهم، ومن بقي منهم في الحجاز انضوى في قبائل أزد شنوءة الأخرى.

## من أعلامهم
- الصحابي عبداللَّه بن وهب الراسبي.[7]
- عقبة بن صهبان الراسبي.[8]
- الصحابي عثمان بن غياث الراسبي.[9]
- مرجى بن وداع الراسبي.[10]
- ضيغم بن مالك الراسبي، تابعي.[11]

## انظر ايضًا
- أزد
- أزد شنوءة
- نصر بن الأزد